# Флорбольный клуб Арыстан Темиртау
Флорбольный клуб Арыстан (Темиртау) — флорбольный клуб из Темиртау, Карагандинская область, Казахстан, участвующий в турнирах в Казахстане. Основан 17 октября 2022 года.

## История команды
Флорбол в городе Темиртау появился в 2015 году по инициативе Валерия Михайловича Пышкова.
Первая официальная игра команды состоялась на турнире в Таразе 22.10.2022 против команды Финикс (Шымкент) 11:1.
Первый капитан команды — Валерий Пышков. Автором первого гола команды стал Власенко Никита.
Первый состав:
Вратарь — Курмангалин Максат
Капитан — Пышков Валерий
Жуков Евгений
Власенко Никита
Клесов Валерий
Михайлов Наиль
Команда базируется и тренируется на площадках города Темиртау. Соревнования проходят в спорткомплексе «ФОК».

## Сезон 2022

#### Старт команды в официальных соревнованиях произошел после 1 месяца тренировок на турнире в городе Тараз, 22-23 октября 2022 года.
Первая победа — Финикс (Шымкент) (11:1).
Вторая победа — Скифы (Каскелен) (4:2).
Третья победа — Байтерек (Уральск) (8:4).
Четвертая победа — Альфа (Тараз) (5:2).
Пятая победа — Тараз (Тараз) (6:4).
Первый официальный гол — Власенко Никита.

##### По итогам турнира команда заняла 1 место.
Максат Кургмангалин — признан лучшим вратарем турнира по флорболу Тараз Опен
Власенко Никита — признан лучшим бомбардиром турнира по флорболу Тараз Опен
Валерий Михайлович Пышков — признан лучшим тренером турнира по флорболу Тараз Опен

## Сезон 2023

### Сезон 2023 ознаменовался участием сразу в двух турнирах — международный Тараз Опен 6-7 мая и Темиртау Опен 30-31 октября.

#### ФБК Арыстан состав 2023 года
Вратарь — Курмангалин Максат
Капитан — Пышков Валерий, Власенко Никита
Жуков Евгений
Клесов Валерий
Михайлов Наиль
Буренков Стас
Бекбулатов Ренат
Симонов Вениамин
Симонов Михей
Захаров Самуил

#### Итоги сезона:
1 место на турнире Тараз Опен
Самая крупная победа — «Маяк» Винница (11:3)
Максат Кургмангалин — признан лучшим вратарем турнира по флорболу Тараз Опен
Власенко Никита — признан лучшим бомбардиром турнира по флорболу Тараз Опен

#### 1 место на турнире Темиртау Опен
Самая крупная победа — «Альфа» Тараз (11:3)
Самое крупное поражение — «Юность» Астана (5:12)
Максат Кургмангалин — признан лучшим вратарем турнира по флорболу Темиртау Опен
Власенко Никита — признан лучшим бомбардиром турнира по флорболу Темиртау Опен

## Сезон 2024

### Сезон 2024 ознаменовался участием в двух турнирах — Темиртау Опен 16-17 марта и международный Тараз Опен 25-26 октября.

#### ФБК Арыстан состав 2024 года
Вратарь — Курмангалин Максат
Капитан — Власенко Никита
Жуков Евгений
Клесов Валерий
Михайлов Наиль
Буренков Стас
Бекбулатов Ренат
Симонов Вениамин
Симонов Михей
Захаров Самуил
Савин Кирилл
Давидчук Стас
Кусаинов Дамир
Катасонов Никита
Кропачев Артур
Федоров Данил

#### 1 место на турнире Темиртау Опен
Самая крупная победа — «Байтерек» Уральск (12:3)
Вторая победа — Скифы (Каскелен) (10:4).
Третья победа — Альфа (Тараз) (7:5).
Четвертая победа — Актобе (Актобе) (7:6)
Максат Кургмангалин — признан лучшим вратарем турнира по флорболу Темиртау Опен
Власенко Никита — признан лучшим бомбардиром турнира по флорболу Темиртау Опен

#### 1 место на международном турнире Тараз Опен
Самая крупная победа — «Альфа» Тараз (20:5).
Вторая победа — Дружба (Каскелен-Душамбе) (19:2).
Третья победа — Тараз (Тараз) (9:5).
Четвертая победа — Актобе (Актобе) (19:2).
Пятая победа — Байтерек (Уральск) (15:5).
Шестая победа — Астана (Астана) (9:8Б)
Власенко Никита — признан лучшим бомбардиром турнира по флорболу Тараз Опен

#### 1 место на международном турнире Тараз Опен U18
Самая крупная победа — «Феникс» Шымкент (34:6)

##### Состав U18
Вратарь — Давидчук Стас
Капитан — Симонов Вениамин
Буренков Стас
Кропачев Артур
Федоров Данил
Флорбольный клуб Арыстан Темиртау создан в 17 октября 2022 года.
Главный тренер: Пышков Валерий Михайлович
Тренера: Жуков Евгений Владимирович, Пышкова Екатерина Петровна
Страница в Инстаграм: @floorballkz_temirtau
Инстаграм Карагандинская Федерация Флорбола